# 北摂三田ニュータウン
北摂三田ニュータウン（ほくせつさんだニュータウン）は、兵庫県三田市にあるニュータウン。

## 概要
1981年（昭和56年）にフラワータウン武庫が丘2丁目で一戸建て住宅が分譲され、入居したのが「まちびらき」である。
その後、1987年（昭和62年）にウッディタウン、1992年（平成4年）にカルチャータウンが「まちびらき」した。
三田市の人口は1980年（昭和55年）には約3.6万人であったが、1980年代からの北摂三田ニュータウン（フラワータウン・ウッディタウン・カルチャータウン・テクノパークの4団地で構成）開発の影響などで1990年（平成2年）に8000人以上の社会増となるなど人口が急増し、
三田市が1995年（平成7年）まで10年連続で人口増加率日本一となり、
2015年（平成27年）には人口約11.5万人のうち北摂三田ニュータウンが半分以上を占める状態となった。
そのため、三田市は1982年（昭和57年）以降に小学校11校と中学校5校を新設した。
これらの都市開発は多摩や千里の問題点を改善して計画され、事業に長期間かけたのが特長である。開発面積の合計は1,200haにも及ぶ。さらに、これらの開発が呼び水となり市内では民間主導の開発が活発化した。
なお、北摂三田ニュータウンの既設4団地と、神戸市域の藤原地区および北神戸第1 - 3地区（神戸リサーチパーク）の4団地を足した計8団地は、総面積2,000haにおよぶ神戸三田国際公園都市と称される。

## 地区概要
市内には1980年代後半から1990年代にかけて、大小様々なニュータウンの開発が進められてきた。一部は、現在も造成中である。
北摂三田フラワータウン（南地区）
計画面積（337ha）、計画人口（34000人）、事業手法（新住宅市街地開発事業）、事業主体（兵庫県）
三田市内で最も早く開発が進められたニュータウン。「富士が丘」「狭間（はさま）が丘」「弥生が丘」「武庫が丘」の4つからなる。地域には、各区分に1小学校、全体に2中学校（富士・狭間）、また狭間が丘には兵庫県立北摂三田高等学校がある。また、兵庫県立人と自然の博物館もある。商業施設としては、イオンやスーパー「NISHIYAMA」が出店している。交通としては神戸電鉄公園都市線のフラワータウン駅がある。フラワータウンはこのフラワータウン駅を中心に店舗、行政施設、郵便局、スポーツ施設、医療施設がある。市街地に近いこともあってか、昼間でも人の数は多い。三田駅からは神鉄やバスを使えば10分前後で来ることが出来る。近くには中国自動車道の神戸三田ICもあるので、交通の便は悪くない。また、フラワータウン駅の駅ビルには医療機関も数多くあるので、医療にも便利な場所である。なお、このフラワータウンはほぼ造成は完了している。
北摂三田ウッディタウン（中央地区）
計画面積（598ha）、計画人口（48000人）、事業手法（新住宅市街地開発事業）、事業主体（旧住宅・都市整備公団）
フラワータウンに次いで開発が進められた。「ゆりのき台」「あかしあ台」「すずかけ台」「けやき台」の4つからなる。現在も、4つの街区とも開発が継続中である。ウッディタウンの造成が完成することによって、若干の人口は増えると思われる。地域には、各区分に1小学校、全体に2中学校（ゆりのき・けやき）、ゆりのき台に兵庫県立三田西陵高等学校がある。また、商業施設としてイオン三田ウッディタウン店（旧：三田ウッディタウンサティ）がある。ここには、複合映画館も併設されており市内外から多くの客で連日にぎわっている。また、「えるむプラザ」（すずかけ台）や「ウッディタウン・クロスモール」（けやき台）といった商業施設もあり、買い物客などで賑わいを見せる。前述のイオン周辺は「センチュリープラザ」ともいい、新三田駅や三田駅からのバスも数多く停車する。フラワータウンと同じく、市内の経済の中心的な場所でもある。
北摂三田カルチャータウン（西地区）
計画面積（150ha）、計画人口（6000人）、事業手法（新住宅市街地開発事業）、事業主体（兵庫県）
カルチャータウンは、現在、学園1 - 8丁目まで存在するが一部は現在造成中である。ここには、通称「兵庫村」「ワシントン村」なる住宅地がある。また学園小学校もある。中学生は隣のゆりのき台中学校まで通うことになる。また、兵庫県立三田祥雲館高等学校や関西学院大学神戸三田キャンパスも学園の中にあり、名のごとく「学園の街」と言うわけである。商業施設は唯一コンビニエンスストアーのファミリーマートが付近の景観をみださない外観で営業しており場所柄、学生が多数利用している。大きな買い物をするにはバスか自家用車でウッディタウンやフラワータウンまで行く必要がある。しかし、交通はそれほど不便ではなく、1時間に少なからず2本以上は新三田駅行のバスが発着し、関西学院大学や三田祥雲館高校の生徒・学生のために、三田駅やつつじが丘、フラワータウン内までの直通バスも一日数本運行されている。また、三ノ宮・神戸空港行きの特急バスも1時間に1往復を原則に運行されている。
北摂三田テクノパーク（北地区）
計画面積（136ha）、事業手法（工業団地造成事業）、事業主体（旧住宅・都市整備公団）
テクノパークは1980年代後半から舞鶴若狭自動車道（旧：舞鶴自動車道）三田西ICの周辺に造成された工業団地。多くの大手企業の工場や営業所がある。工業団地のため人口は0人である。テクノパークの中心地は、インターチェンジ付近で、ガソリンスタンド・コンビニエンスストア・銀行ATMが店舗を構えている。朝にはこれら工場の従業員が、中心地に集まる。交通は、前述の三田西インターの他に、バスを利用して新三田駅までの路線がある。また、テクノパークを経由する意味で三宮方面のバスも運転されている。
北摂三田第2テクノパーク（土地区画整理事業）：2010年12月着工
計画面積（97ha）、事業手法（土地区画整理事業）、事業主体（大和ハウス工業）
さらに、北摂三田第3テクノパークの整備計画を進めている。

## その他の住宅地
三田市内には北摂三田ニュータウンの開発にあわせて、民間開発による宅地分譲が相次いだ。
ガーデンタウン
事業手法（都市計画による開発では無い）、事業主体（大倉建設）
この団地は、規模は大きいものの北摂三田ニュータウンには含まれない。ガーデンタウンは行政区分上「つつじが丘」のみを指す。フラワー・ウッディ・カルチャーの3つが隣接しあっているのに対し、ガーデンタウンは一山越えたところにある。人口はカルチャータウンに勝るものの、商業や交通の便は圧倒的に他の3タウンよりも欠ける。ただ、交通の便、とくにバスに関しては最近大幅な路線新設があり、市内の各高校（三田西陵、三田祥雲館、北摂三田）への通学バスや三ノ宮・神戸空港行きの特急バス、それにセンチュリープラザや三田市民病院方面へのバスも運行されている。最寄り駅はJR相野駅で、大阪市街地へ快速を使えば50分前後で行くことが出来る。商業施設は小規模な小売店で構成された商店街が1つ存在するのみであるため、多くの住民はウッディ・フラワータウンへ買い出しに出かける。この地域には、三田市立つつじが丘小学校と三田市立藍中学校がある。なお、この「つつじが丘」はほぼ入居完了している。

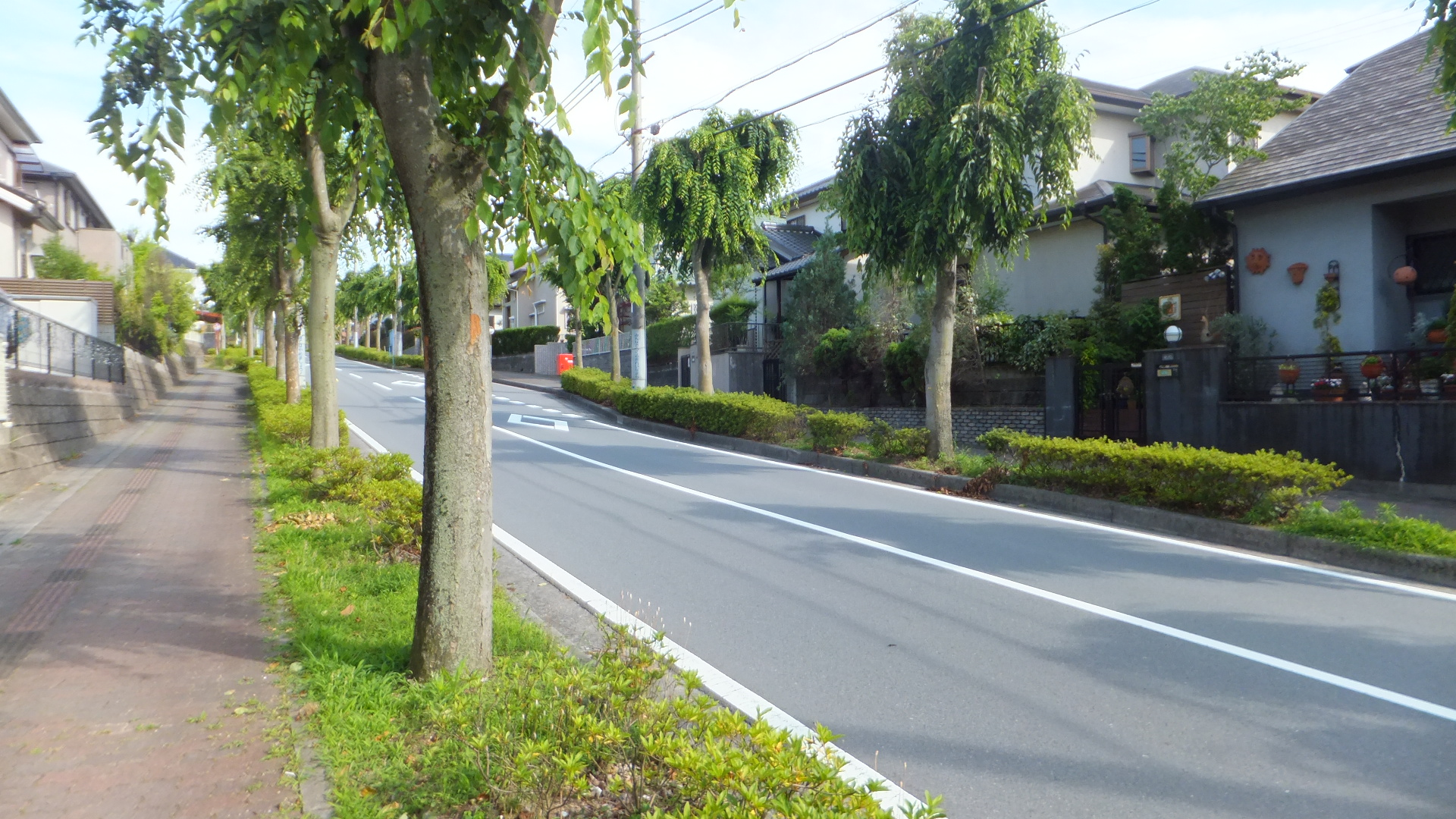
住宅地帯 つつじが丘南4丁目で撮影
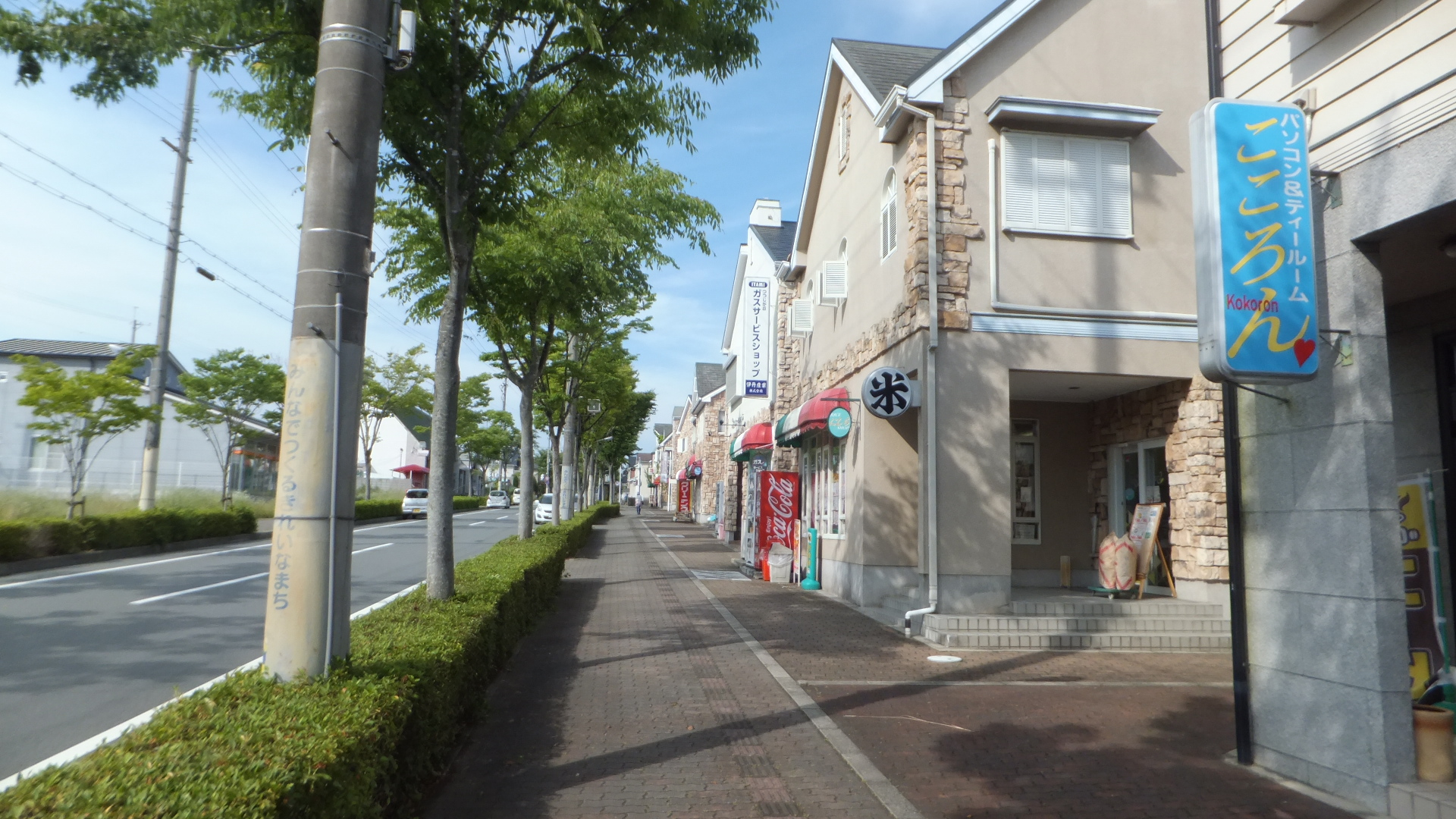
商業地帯 つつじが丘南3丁目で撮影